# Dissection
Dissection (englisch für Dissektion) war eine schwedische Metal-Band aus Strömstad. Ihre ersten Werke waren eine Mischung aus Black- und Death Metal mit variierend starken Einflüssen von Harmonie. Kurz vor der Auflösung wechselte der Stil gänzlich zu einer langsamen Form von Melodic Death Metal. Treibende Kraft und einzig beständiges Mitglied war Jon Nödtveidt, welcher die Band 2006 auflöste und sich kurz darauf erschoss.

## Geschichte
Dissection gingen die Thrash-Metal-Bands Siren’s Yell und Rabbit’s Carrot voraus. Beide Bands wurden 1989 aufgelöst; im Herbst 1989 gründete Nödtveidt Dissection mit dem Ex-Siren’s-Yell-Sänger Peter Palmdahl, im Frühling 1990 kam Ole Öhman, der an beiden Vorgängerbands beteiligt war, als Schlagzeuger dazu.
Nach der Veröffentlichung des vielbeachteten Demos The Grief Prophecy (1990) sowie der EP Into Infinite Obscurity (1991) begann Dissection 1992 die Arbeiten am Debüt-Album The Somberlain. Veröffentlicht wurde es 1993 über das Label No Fashion Records als ein Tribut an Mayhem-Gitarrist und Szene-Leitfigur Øystein „Euronymous“ Aarseth, der in diesem Jahr von Varg Vikernes (alleiniges Mitglied der Band Burzum) ermordet worden war.
Im November 1994 unterzeichnete Dissection einen Vertrag mit dem deutschen Label Nuclear Blast, das ein Jahr darauf das weithin gefeierte zweite Album Storm of the Light’s Bane veröffentlichte. Im Frühjahr 1996 erschien eine Raritäten-EP mit dem Namen Where Dead Angels Lie. In der Folge dieser Veröffentlichungen erspielte sich Dissection auf mehreren Tourneen einen Ruf als mitreißende und intensive Live-Band.
1997 trennten Nödtveidt und der Rest der Band sich aufgrund band-interner Konflikte voneinander. Im selben Jahr ging aus Teilen Dissections die Band Soulreaper hervor, Palmdahl und Norman spielten auch bei Runemagick.
Im Februar 1998 wurde Nödtveidt wegen Mordverdachts verhaftet und im selben Jahr wegen Beihilfe zum Mord an Josef Ben Meddaour, einem 38-jährigen homosexuellen Algerier, sowie illegalen Waffenbesitzes zu zehn Jahren Haft verurteilt; als Haupttäter wurde Vlad verurteilt, Mitglied und Kopf des Misanthropic Luciferian Order, dem Nödtveidt ebenfalls angehörte. Während seiner Inhaftierung arbeitete Nödtveidt an neuen Dissection-Titeln.
2004 wurde Nödtveidt auf Bewährung entlassen und stellte eine komplett neue Dissection-Besetzung auf die Beine. Deren erste Veröffentlichung war die im selben Jahr erschienene Single Maha Kali, die jedoch auf sehr geteilte Reaktionen stieß, da sie sich im Bereich des gebremsten, melodischen Death Metal mit starken Heavy-Metal-Einflüssen bewegte.
2005 wurde Haakon Forwald von Disiplin Bassist der Band, stieg aber wegen seiner familiären Situation und um sich auf seine esoterischen und exoterischen Arbeiten konzentrieren zu können, wieder aus.
Das dritte Album Reinkaos wurde am 30. April 2006 (Walpurgisnacht) veröffentlicht und bestätigte den stilistischen Wandel, den die Single bereits hatte erahnen lassen. Die Resonanz seitens Presse und Publikum auf das Album fiel sehr kontrovers aus. Zum Lied Starless Aeon wurde ein Musikvideo gedreht, bei dessen Dreh die Band das Lied rückwärts spielte und sang und es dann vorwärts synchron zur Musik abspielte. Das Album Reinkaos war im Vergleich zu den früheren Werken ein kompletter Misserfolg.
Am 23. Mai 2006 gab Jon Nödtveidt die Auflösung der Band bekannt, die mit einem europäischen Abschiedskonzert am 24. Juni besiegelt wurde. Für September 2006 geplante Konzerte in den USA mussten abgesagt werden, da die US-amerikanischen Behörden Nödtveidt aufgrund seiner Vergangenheit die Einreise verwehrten.
Am 18. August 2006 wurde der Tod Jon Nödtveidts bekanntgegeben; er hatte sich fünf Tage zuvor durch einen Kopfschuss das Leben genommen. Seine Leiche wurde in seiner Wohnung gefunden und lag in einem Kreis aus Kerzen zusammen mit einem satanischen Grimoire.

## Stil
Auf ihren frühen Demos spielte die Band traditionellen Death Metal. Auf Somberlain entwickelte die Band einen für die damalige Zeit eigenständigen, melodischen Stil. Im Gegensatz zu den meisten Bands der damaligen skandinavischen Black-Metal-Szenen spielten Dissection technisch anspruchsvolle Riffs mit zahlreichen Tempovariationen und verwendeten harmonische Gitarrensoli und akustische Breaks.
Laut Daniel Ekeroth entwickelte die Band bald „ihren eigenen melancholischen und atmosphärischen Death-Metal-Stil“ welcher „starke Melodien mit musikalischer Brutalität“ kombinierte. Dissection sah den „characteristischen Dual-Harmonie-Gitarren-Klang“ als wichtigen Teil ihres Stils an und benötigte daher einen zweiten Gitarristen.
Aufgrund ihrer Entwicklung hin zum Melodic Death Metal sieht Tomas „Tompa“ Lindberg Dissection als Teil der Göteborger Szene an. Beim letzten Studioalbum Reinkaos wurden oft Vergleiche zu Bands wie In Flames angestellt.

## Ideologischer Hintergrund

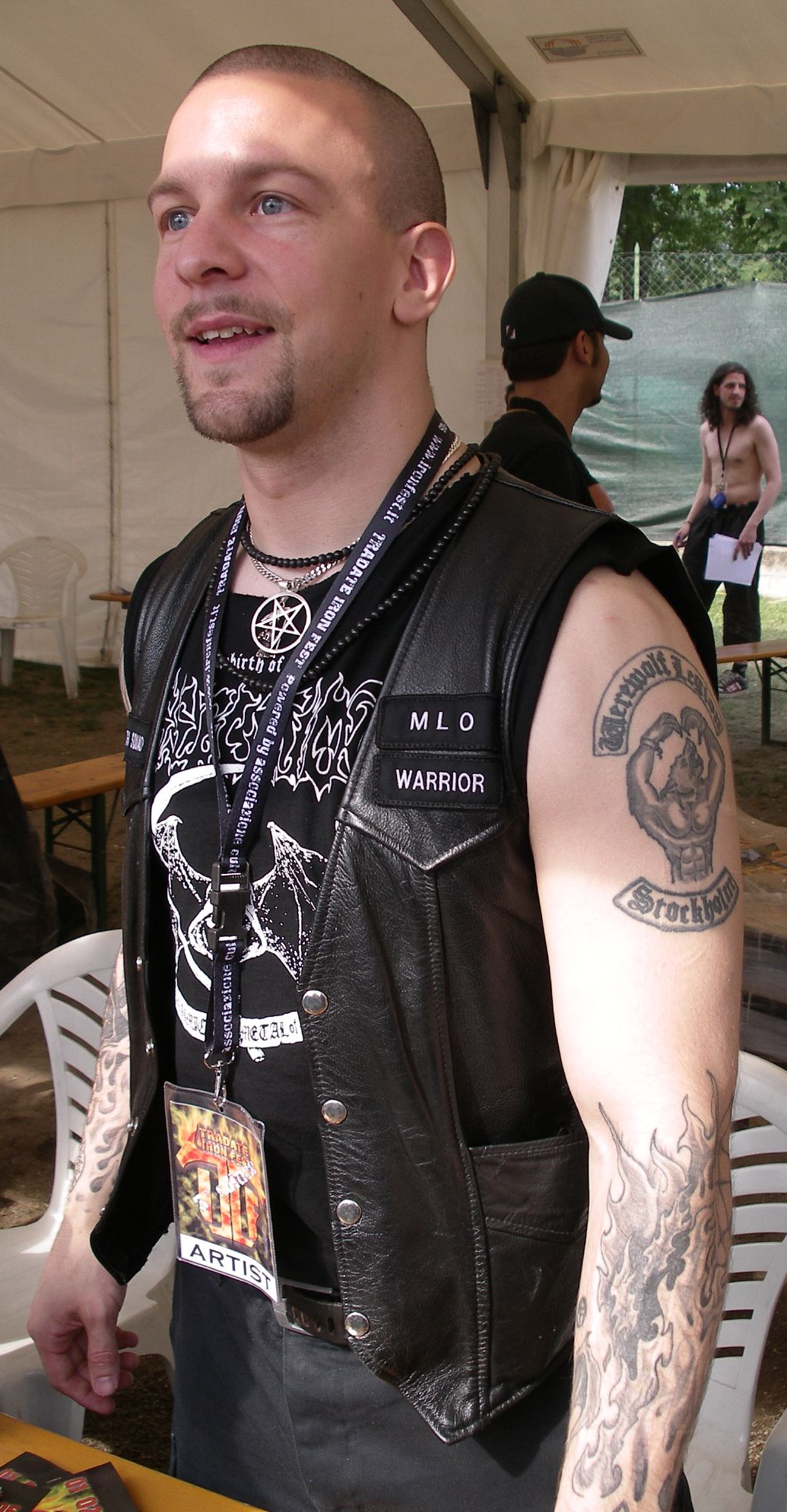
Jon Nödtveidt 2005 mit Werewolf-Legion-Tätowierung

Jon Nödtveidt war überzeugter antikosmischer Satanist beziehungsweise Chaos-Gnostiker und benannte Dissection mehrfach als „klangliche Propagandaeinheit“ des Misanthropic Luciferian Order (MLO), in welchem er selbst seit 1995 eine prominente Stellung einnahm. Der ehemalige Emperor- und Thorns-Schlagzeuger Bård „Faust“ Eithun, den Nödtveidt aus den frühen 1990er Jahren kannte, wollte Dissection ursprünglich beitreten, verließ die Band jedoch umgehend wieder aufgrund des satanistischen Konzepts, hinter welchem Eithun nicht stehen konnte.
Sowohl aufgrund des Mordes, an dem Nödtveidt beteiligt war, als auch der Ansichten des MLO, die dieser als „antikosmischen Satanismus“ bezeichnet, ist die Band in der Metal-Szene umstritten. Dessen „elitäre Sicht auf die Welt“ liege „nahe bei sozialdarwinistischen Vorstellungen“, die „Vorstellung der eigenen Überlegenheit“ wird jedoch nicht rassistisch oder politisch, sondern misanthropisch begründet und stellt somit „definitiv kein streng rechtsextremes Denken [dar], wie es oft der Band unterstellt wird“. Im Gegenteil bezeichnete Nödtveidt Rassismus und Nationalismus als Herdenmentalität für geistig schwache Menschen.

## Diskografie

### Studioalben
- The Somberlain (1993)
- Storm of the Light’s Bane (1995)
- Reinkaos (2006)

### Demoaufnahmen
- The Grief Prophecy (1990)
- The Somberlain (1992)
- Promo ’93 (1993)

### EPs und Singles
- Into Infinite Obscurity (1991, EP)
- Where Dead Angels Lie (1996, EP)
- Maha Kali (2004, Single)
- Starless Aeon (2006, Single)

### Sonstiges
- Where Dead Angels Lie und Elisabeth Bathori auf W.A.R. Compilation (1995, wiederveröffentlicht auf Nordic Metal: A Tribute to Euronymous)
- Frozen in Wacken (1997, Live-Bootleg)
- Live & Plugged Volume 2 (1997, VHS)
- The Past Is Alive (The Early Mischief) (1998, Demo-Sammlung)
- Live Legacy (2003, Live)
- Rebirth of Dissection (2006, DVD)
- Live in Stockholm 2004 (2009, Live)